# Тумба (Маджари)
Вижте пояснителната страница за други значения на Тумба.
Тумба (на македонска литературна норма: Тумба) е археологически обект, неолитно селище, съществувало от 6000 до 4300 година пр.н.е., разкрито в квартала Маджари на столицата на Северна Македония Скопие. Тумба е най-важното неолитно селище в Скопската котловина и е смятано за ядро на днешно Скопие. Слоевете са шест, като първият, третият и петият са слоеве на живот, а междинните – нивелация. Разкрити са няколко къщи и едно светилище, както и много остатъци от керамика. Край археологическия обект е направена възстановка на селището – музей на открито, наречен Неолитно село.

## История
Селището е открито през 1961 – 1962 година при проучвания за строежа на минаващата в съседство магистрала. Първите археологически проувания са извършени в 1978 година от Музея на Македония под ръководството на Воислав Санев.

## Описание
Тумба е изкуствено възвишение, разположено в подножието на нисък рид, осигуряващ сигурност при евентуално покачване на водите на съседното блато. Могилата е висока 3 m с неправилна кръгла основа от 200 m диаметър. В него има 2,4 m културен пласт, който заедно с ямите минава малко по-ниско от терена. Селището съществува непрекъснато от 6000 до 4300 година пр.н.е., като разцветът му е около 5800 – 5200 година пр.н.е. по време на културата Анзабегово-Връшник II – IV.
Къщите в селището са градени с набити в земята колове, често фланкирани с камъни, преплетени с плъчки и слама и облепени с кал и са доста комфортни. Имат квадратна или правоъгълна основа с площ между 60 и 80 m2. Къщите са близо една до друга, раздалечени с тесни сокаци и малки дворове. Селището има осмислена организация.
Първата къща, правоъгълна с размери 8 на 8 m, е открита в 1981 година и се смята, че е била светилище. Три обекта в нея са определени като жертвеници за култови обреди, но по-късно, след сравнение с подобни обекти в селищата Слатина в Зелениково, Цере в Говърлево и Тумба в Стенче, се разбира, че става дума за печки. В светилището са открити 45 цели съдове и много фрагменти. Открити са и амфори, изписани със стилизирани растителни орнаменти от отличен художник. Открити са различни купи, питоси, украсени с барботинна техника, чинии, малка пиксида с пластичен релеф на дъното, украсени аскоси с вид на водни птици и други. Съдовете са изложени в постоянната експозиция на Музея на Македония.
В 2002 година е открита една „вана“, изградена от пръст, с добре измазани зидове и под, на който са намерени солни кристали. Подобен обект е открит и в неолитното селище Тумба край тетовското село Стенче.
Известността на селището се дължи на откритото в светилището теракотно изображение на Великата майка. Статуйката е висока 39 cm и богинята е в класическа смирена поза на бдене над къщата с нейното огнище под нея. По-късно е открита изящно изваяна човешка глава с естествени размери и други многобройни антропоморфни пластики. Случайна находка от Тумба е и керамичното изображение на овнешка-бича грава с размери 32-33-27 cm, датирана в ранния неолит, която вероятно е била окачена на фасадата на някоя къща и свидетелства за култа към овена-бик. Сред другите зооморфни изображения са коза и кентавър.
Открити са и тежески за вертикален разбой, макари за рибарски мрежи и много костни шпатули, шила и игли, кременни ножове и секачи, каменни хавани и мелници. Откритите кости са предимно на домашни животни и в много по-малка степен на диви, и риби.
В 2002 година разкопките продължават под ръководството на Драгиша Здравковски, като са открити нови 8 жилищни сгради и части от други. В 2007 и 2008 година са открити няколко свързани четвъртити и кръгли обекти, която може би е част от стопанска сграда. От 2007 година разкопките са под ръководството на Елена Стоянова Канзурова.